# Mettinger Moor
Koordinaten: 52° 22′ 27″ N, 7° 47′ 16″ O

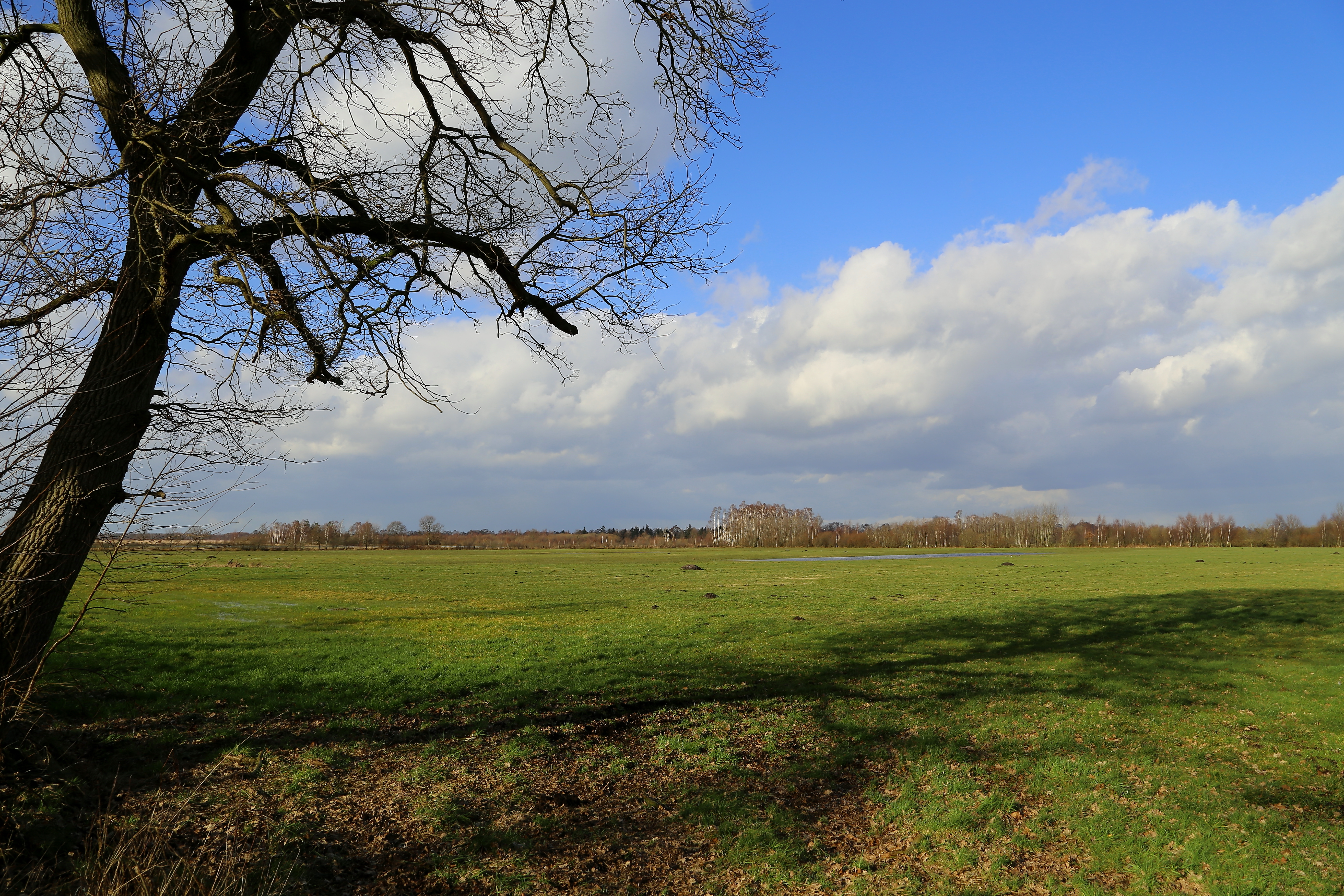
Naturschutzgebiet Mettinger Moor (Februar 2014)

Das Naturschutzgebiet Mettinger Moor liegt auf dem Gebiet der Gemeinde Mettingen im Kreis Steinfurt in Nordrhein-Westfalen. Das aus zwei Teilflächen bestehende Gebiet erstreckt sich nördlich des Kernortes Mettingen und östlich des Kernortes Recke. Am nördlichen Rand des Gebietes verläuft die Landesgrenze zu Niedersachsen, am östlichen Rand verläuft die Landesstraße L 796. Südlich verläuft die L 595 und verläuft der Mittellandkanal. Westlich schließt sich direkt das 344,6 Hektar große Naturschutzgebiet Recker Moor an.

## Bedeutung
Für Mettingen ist seit 1987 ein 135,7 Hektar großes Gebiet unter der Kenn-Nummer ST-026 als Naturschutzgebiet ausgewiesen. Das Gebiet wurde unter Schutz gestellt zur Erhaltung, Entwicklung und Wiederherstellung von Lebensgemeinschaften und Biotopen, insbesondere von seltenen und zum Teil stark gefährdeten landschaftsraumtypischen Pflanzen- und Tierarten in einem der letzten, weitgehend abgetorften, ehemaligen Hochmoorkomplexe Nordrhein-Westfalens und von seltenen, zum Teil gefährdeten Wat- und Wiesenvögeln, Amphibien, Reptilien und Wirbellosen sowie Pflanzen und Pflanzengesellschaften des offenen Wassers und des feuchten Grünlandes.
Das Naturschutzgebiet ist Teil des EU-Vogelschutzgebiets „Düsterdieker Niederung“